# Esténelas
En la mitología griega, Esténelas (en griego Σθενελᾶς), Esténelo (Σθένελος) o Estenelao (Σθένελαος) era un descendiente de Foroneo que gobernó en Argos durante once años.
Dice Pausanias que de Crotopo nació Esténelas, y Dánao vino de Egipto contra Gelánor, hijo de Esténelas, y quitó el reino a los descendientes de Agénor. Según Eusebio Crotopo gobernó antes que Estenelao y a este le sucedió Dánao. En la época de Estenelao fue el reinado de Anfictión, la llegada de Dánao al Peloponeso, la colonización de Dardania por Dárdano y el rapto de Europa de Fenicia a Creta.
| Predecesor: Crótopo | Reyes de Argos | Sucesor: Gelánor |